# Noel Murambi
Noel Nasimiyu Murambi est une joueuse kényane de volley-ball née le 29 janvier 1989.

## Biographie
Elle fait partie de l'équipe du Kenya féminine de volley-ball.
Elle participe au Championnat du monde féminin de volley-ball 2010, avec laquelle elle participe à la Coupe du monde 2015, au Grand Prix mondial de volley-ball 2015 (en) puis au championnat du monde 2018,.
Elle remporte la médaille d'or des Jeux africains de 2019.

## Clubs
- Kenya Pipelines